# Balduin Bricht

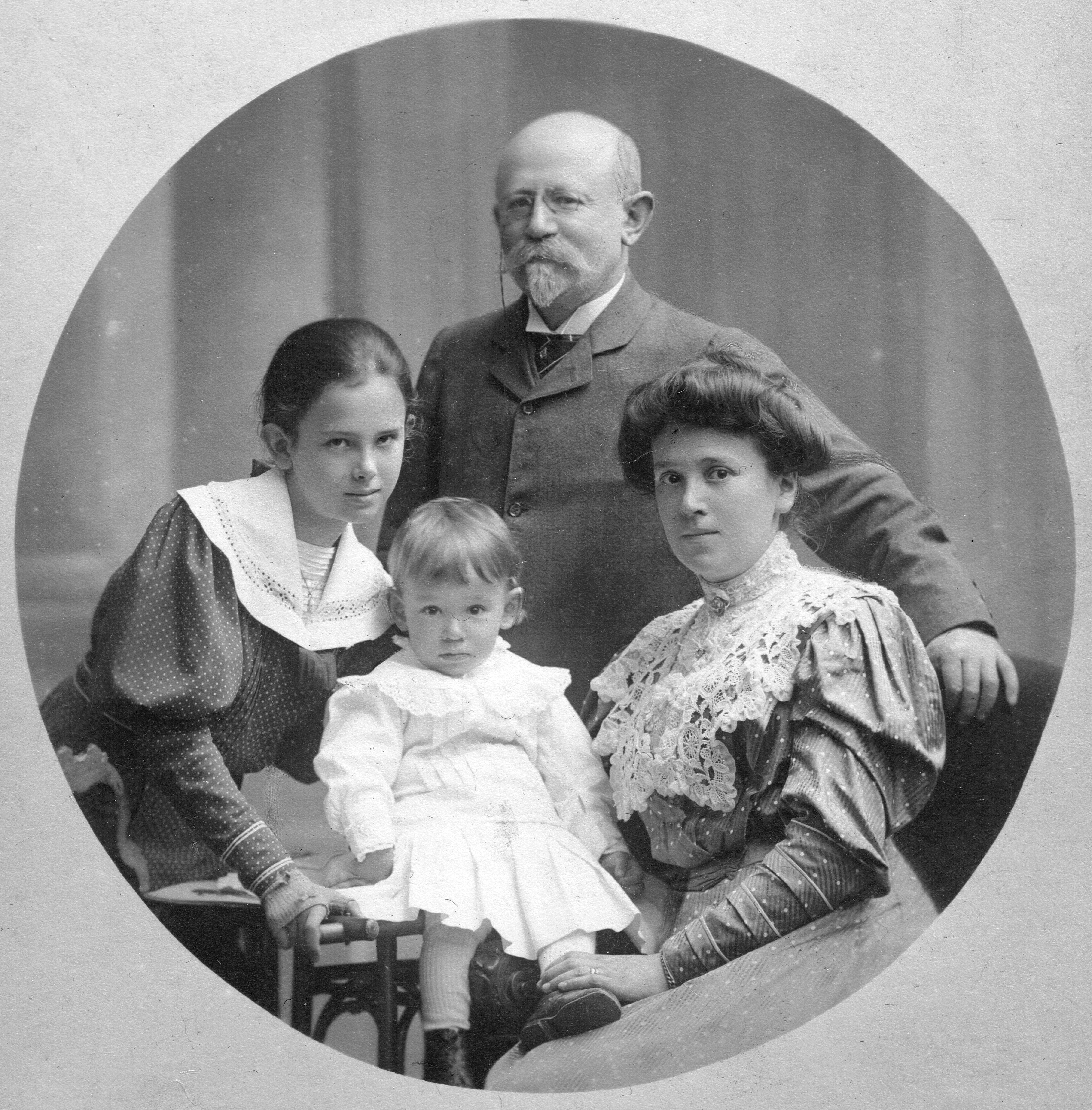
Balduin Bricht (stehend) mit Ehefrau und Kindern, um 1906

Balduin Bricht (* 9. Juli 1852 in Vittencz, Königreich Ungarn; † 27. März 1937 in Wien) war ein österreichischer Journalist und Musikkritiker.

## Leben
Bricht war gebürtig aus Vittencz, einem Ort, der bis 1918 innerhalb des Komitats Neutra im Königreich Ungarn lag, und zuständig nach Verbó und damit nach dem Ausgleich 1867 ungarischer Staatsbürger, später erwarb er das Heimatrecht in Techendorf und damit die österreichische Staatsbürgerschaft.
Er erwarb die Reifeprüfung am Gymnasium in Ödenburg. Bricht, der dort zugleich seine erste musikalische Ausbildung erhielt, später gelegentlich als Sänger auftrat, sammelte seine ersten publizistischen Erfahrungen als Theaterreferent der „Ödenburger Nachrichten“.
Im Jahre 1873 übersiedelte Bricht nach Wien, dort besuchte er Vorlesungen an der Universität, zusätzlich setzte er seine Musik- und Gesangsstudien fort. In unmittelbarer Folge wurde Bricht zum Inlandsredakteur sowie Musikreferenten der Wiener Allgemeinen Zeitung bestellt, 1899 erfolgte sein Eintritt als Leitartikler und Musikreferent in den Redaktionsverband der Österreichischen Volkszeitung. Darüber hinaus gründete er den Verein der Wiener Musikreferenten, dessen Leitung er übernahm. Überdies bekleidete Bricht das Amt des Präsidenten der Pensionsfonds des Presseclubs Concordia.
Er war mit der Konzertsängerin Agnes Pyllemann verheiratet. Ihr gemeinsamer Sohn war der Pianist, Komponist und Musiklehrer Walter Bricht, die gemeinsame Tochter Franziska (Frances), verh. (von) Wasserthal-Zuccari (1894–1982) emigrierte nach Oxford und arbeitete als Bibliothekarin und Hochschulprofessorin.
Bricht verstarb im Frühjahr 1937 84-jährig in Wien.

## Publikation
- Was ist, was will die Freimaurerei? Was sind die Ziele der Grossloge von Wien?, Heller, Wien, 1919